# Samuel Finlak
Samuel Finlak, né en 1958 à Bongor est un photographe camerounais. Pendant la majeure partie de sa carrière, il a été le photographe résident du village d'Atta, dans la région de l'Adamaoua du Cameroun.

## Biographie
Samuel Finlak est né en 1958 à Bongor, un village de Ngwa dans le département du Donga-Mantung de la région du Nord-Ouest du Cameroun, où il a suivi une formation de photographe par correspondance.

## Carrière
Après avoir appris la photographie à Ngwa, Finlak a déménagé en février 1986 à une cinquantaine de kilomètres du village d'Atta dans la plaine de Tikar dans la région de l'Adamaoua, où il s'est établi comme photographe du village et a également travaillé dans les villages voisins tels que Songkolong et Somié.
Le travail de Finlak a été exposé à Yaoundé, Douala et Bamenda, ainsi qu'à la National Portrait Gallery à Londres. Dans l'ouvrage Joseph Chila and Samuel Finlak : Two Portrait Photographers in Cameroon, qui accompagnait l'exposition londonienne, Andrew Wilson souligne la joie des personnes représentées dans l'œuvre de Finlak ; et bien qu'il y ait des parallèles avec d'autres photographes africains tels que Malick Sidibé, le style de Finlak est distinct. L'historien de l'art Graham Clarke s'est également penché sur l'œuvre de Finlak et a commenté la puissance des portraits de Finlak et l'habileté de composition des images de groupe.

## Exposition
- Cameroon: Faces and places : Une exposition photographique de deux photographes camerounais. Avec Joseph Chila. Sauf indication contraire, les commissaires sont David Zeitlyn et David Reason[5].
- British Council, salle de séminaire de Yaoundé, 16-30 janvier 2004.
- British Council Library, Bamenda, 1-8 mars 2004 (pendant la semaine du Commonwealth).
- Bureaux du British Council, Douala, février 2005.
- National Portrait Gallery, Londres, été 2005. Organisée par le personnel de la NPG.
- Photo Cameroun : Studio Portraiture 1970-1990s : une grande exposition au Fowler Museum de l'UCLA au second semestre 2021